# Pararoncus rakanensis
Pararoncus rakanensis är en spindeldjursart som först beskrevs av Kuniyasu Morikawa 1957.  Pararoncus rakanensis ingår i släktet Pararoncus och familjen spinnklokrypare. Inga underarter finns listade i Catalogue of Life.